# キバオブアキバ
キバオブアキバは、日本のメタルバンド。
2008年に京都で結成され、2018年にライブ活動休止を発表した。

## メンバー

### 現メンバー
- みつる - ベース
結成時からのメンバー。CRYSTAL LAKEのメンバーとしても活動している。
- VAVA - ドラムス
結成時からのメンバー。
- そなー - ギター
- やっくん - ギター

### 旧メンバー
- 青木昆陽 - キーボード
結成時からのメンバー。
- もら - ギター
結成時からのメンバー。
- 浅井 - サンプラー・ボーカル
結成時からのメンバー。
- ふとし - ボーカル
結成時からのメンバー。
2017年9月17日脱退[1]
- さとし - ボーカル

## 来歴
2008年結成。様々なアップデートを経て、Vo.さとし、Gt.そなー、Gt.やっくん、Ba.みつる、Dr.VAVAの5人編成でメタル版「みんなのうた」を目指す全年齢対象メタルバンド。
民謡をルーツとした伸びやかなボーカル、そしてテクニカルな楽器陣が、元気と狂気をお茶の間に届けるべく日夜マイペースな活動を展開していた。
またライブ活動のみならず、アニソン歌手の鈴木このみやBABYMETAL、FLOWを初めとした国内アーティストとのコラボや楽曲提供等も積極的におこなっており、その活動は多岐にわたる。
2017年「あげてけ！ぽじてぃ節」をリリース。
2018年10月8日をもって無期限活動休止＆Vo.さとしが卒業。

## ディスコグラフィ

### シングル
- ヲタイリッシュ缶バッヂ (2011/11/3)

1. Animation With You
2. Internet In Da House
3. ファイナル☆クエスト

- BABYMETAL×キバオブアキバ (2012/3/7)

1. いいね！
2. Party @The BBS
3. 君とアニメが見たい〜Answer for Animation With You
4. ド・キ・ド・キ☆モーニング Ver.Koa

- 全部宇宙が悪い (2012/11/21)

1. 全部宇宙が悪い
2. おばけこわい
3. Oh, My Personal Computer Is Dead
4. 謝罪黙示録

- 私がモテないのはどう考えてもお前らが悪い (2013/8/28)

　※鈴木このみn’キバオブアキバ 名義
1. 私がモテないのはどう考えてもお前らが悪い
2. 私がモテないのはどう考えてもお前らが悪い (鈴木このみぼっちver.)
3. 私がモテないのはどう考えてもお前らが悪い (キバオブアキバぼっちver.)
4. Tears BREAKER
5. 私がモテないのはどう考えてもお前らが悪い (off Vocal)
6. Tears BREAKER (off Vocal)

- Animation With You〜ヲタイリッシュステッカー付 (2013/8/28)

　※ヲタイリッシュ缶バッヂの再販。
1. Animation With You
2. Internet In Da House
3. ファイナル☆クエスト

### アルバム
- YENIOL (2014/11/5)

1. Animation With You
2. はかせをめざせ
3. The Power And The Museum
4. Internet In Da House
5. Party @The BBS
6. Oh,My Parsonal Computer Is Dead!!!
7. Firewall
8. 全部宇宙が悪い
9. The Stay-Home Superstar
10. ゾンビ奴
11. ファイナル☆クエスト

- バカモダンEP (2016/8/27)

1. サクラメンタル
2. Far Beyond The Stars
3. ハイリョ=オールアラウンド
4. サクラメンタル (歌ってみてVer.)
5. Far Beyond The Stars (歌ってみてVer.)
6. ハイリョ=オールアラウンド(歌ってみてVer.)

- あげてけ！ぽじてぃ節 (2017/11/22)

1. おばかの館
2. O.S.I
3. 餅ベーションUPジャパン
4. 毎日がeveryday
5. おやかたさまランナー
6. SHINKIBAレボリューション